# Новосілка (Болградський район)
Новосі́лка — село Бородінської селищної громади, у Болградському районі Одеської області України. Населення становить 200 осіб.

## Історія
12 червня 2020 року, відповідно до Розпорядження Кабінету Міністрів України від № 724-р «Про визначення адміністративних центрів та затвердження територій територіальних громад Одеської області», увійшло до складу Бородінської селищної територіальної громади.
19 липня 2020 року, в результаті адміністративно-територіальної реформи і ліквідації Тарутинського району, село увійшло до складу новоутвореного Болградського району.

## Перейменування
Указом Президії Верховної Ради УРСР від 14 листопада 1945 року село Нова Сарацика Сарацикської сільради Бородінського району Ізмаїльської області перейменували на село Новосілка.

## Населення
Згідно з переписом УРСР 1989 року чисельність наявного населення села становила 149 осіб, з яких 73 чоловіки та 76 жінок.
За переписом населення України 2001 року в селі мешкало 200 осіб.

### Мова
Розподіл населення за рідною мовою за даними перепису 2001 року:
| Мова       | Відсоток |
| ---------- | -------- |
| молдовська | 58,00 %  |
| українська | 38,00 %  |
| болгарська | 3,00 %   |
| гагаузька  | 0,50 %   |
| російська  | 0,50 %   |